# Leányegyház
Leányegyház (másként leánygyülekezet vagy latinosan filia) alatt a katolikus és protestáns egyházjog szerint olyan gyülekezetet értünk, amely rendelkezik istentiszteleti hellyel, presbitériummal, és önálló gazdálkodással, viszont az anyagyülekezethez tartozik a lelkészi szolgálat szempontjából (pl. anyakönyvezés).
A filiák száma a települési formától, a hívők létszámától, vallásosságuktól és a papság létszámától függ. Mivel a plébániának biztosítania kell a lelkipásztori ellátást, a leányegyházak száma nem emelhető korlátlanul. Ennek kialakításakor a legjelentősebb tényező a távolság. A kisfalvas területeken a 3-5, az ország északkeleti részén és Erdélyben a 30-50 is előfordulhat.